# FanBook
FanBook（ファンブック）は、SMエンタテインメントが運営するインターネット上のソーシャル・ネットワーキング・サービス（SNS）である。

## 概要
2016年にSMエンタテインメントの運営の元、サービスが開始した。その目的は、色々なジャンルのファンアートを創作してシェアすることである。ファンアートとは、ファンが多様な分野の文化コンテンツから発想を得て制作した、イラストや動画、漫画などの二次創作のことである。SMエンタテインメントは韓国の最大手芸能事務所であるため、SMエンタテインメントに所属するアーティストのファンアートが最も多い。日の目を見ることが少ないとされる二次創作が、公式に認められている一例といえる。

## 機能と用語
アートワーク
ユーザーが制作し、FanBook上にアップロードした作品のこと。
いいね
ユーザーが他のユーザーに対して作品を評価すること。
キュレーション
ユーザーが複数の他のユーザーのアートワークを自らセレクトし、まとめること。自らのお気に入りの作品集と言える。公開、非公開が自分で設定できる。
ウェブトゥーン
ウェブ上に掲載されたカートゥーン（漫画）のこと。

## イベント
FanBookでは既にいくつかのイベントが開催されている。それらは全てイラストのコンテストであり、受賞作は展示会に出品され、グッズ化されることなどが期待されている。評価基準は「いいね」の数とFanBookスタッフによる評価点の合計点数。
第一回：「私もクリエーター、ファンアートコンテスト」
第一回目のコンテストは、SMエンタテインメントに所属するアーティストのファンアートであれば応募できるコンテスト。作品応募期間は2016年8月9日から、同年8月31日まで。同年10月14日から12月31日まで韓国のソウル市にあるSMTOWN@CoexartiumとSM communication Centerで受賞作の展示会が行われている。
第二回：「私が描いたエクソ・トゥーン！（EXO'toon）」
SMエンタテインメントに所属するボーイズグループ「EXO」（エクソ）を主人公としたウェブトゥーンのコンテスト。作品応募期間は2016年9月12日から、同年10月23日まで。最終受賞作のうち、優秀な作品はSMエンタテインメントによって映像化及び本の形態で制作されることが予定されている。
第三回：「アナログのシャイニーを描いてく下さい！」
SMエンタテインメントに所属するボーイズグループ「SHINee」（シャイニー）のファンアートのコンテスト。SHINeeのメンバーが自ら選んだ「アナログ」から連想されるキーワードをテーマとして描かれたSHINeeのファンアートが応募対象。
第四回：「LAYとEXO-CBXのアルバム活動を応援するファンアートを描いて下さい！」
SMエンタテインメントに所属するボーイズグループ「EXO（エクソ）」からソロデビューしたレイと派生ユニット「EXO-CBX」のデビューを記念して開催されたイベント。レイとEXO-CBXのアルバムコンテンツ（ティーザー写真、アルバムアートワーク及びブックレット写真、ミュージックビデオ、活動の姿等）をみて描かれたファンアートが応募対象。作品応募期間は2016年11月10日から、同年12月4日まで。